# Grądy Węgorzewskie
Grądy Węgorzewskie (deutsch Gronden) ist ein Ort in der polnischen Woiwodschaft Ermland-Masuren und gehört zur Landgemeinde Budry (Buddern) im Powiat Węgorzewski (Kreis Angerburg).

## Geographische Lage
Grądy Węgorzewskie liegt am Westufer der Goldap (polnisch Gołdapa) im Nordosten der Woiwodschaft Ermland-Masuren. Die Kreisstadt Węgorzewo (Angerburg) ist zwölf Kilometer in südwestlicher Richtung entfernt.

## Geschichte
Der ehedem auch Grandt, Grande, Granden, vor 1785 Neugranden und bis 1945 Gronden genannte kleine Ort entwickelte sich bis zum 19. Jahrhundert zu einem großen Gut. Im Jahre 1562 wurde er gegründet. Zwischen 1874 und 1945 war Gronden in den Amtsbezirk Buddern (polnisch Budry) einbezogen, der zum Kreis Angerburg im Regierungsbezirk Gumbinnen der preußischen Provinz Ostpreußen gehörte.
Im Jahre 1910 zählte Gronden 242 Einwohner, von denen 102 in der Landgemeinde und 140 im Gutsbezirk wohnten. Im Jahre 1925 betrug die Gesamtzahl der Einwohner 195. Am 30. September 1928 schlossen sich die Landgemeinde Gronden, der Gutsbezirk Gronden und die Landgemeinde Grondischken (polnisch Grądyszki, nicht mehr existent) zur neuen Landgemeinde Gronden zusammen, die 1933 insgesamt 244 und 1939 bereits 367 Einwohner hatte.
In Kriegsfolge kam Gronden 1945 mit dem gesamten südlichen Ostpreußen zu Polen und heißt seither „Grądy Węgorzewskie“. Der Ort ist heute Teil der Landgemeinde Budry im Powiat Węgorzewski, vor 1998 der Woiwodschaft Suwałki, seither der Woiwodschaft Ermland-Masuren zugehörig.

## Religionen
Die überwiegend evangelische Bevölkerung Grondens war vor 1945 in die Kirche Buddern in der Kirchenprovinz Ostpreußen der Kirche der Altpreußischen Union eingepfarrt, während die katholischen Kirchenglieder sich zur Kirche Zum Guten Hirten Angerburg im Bistum Ermland orientierten. 
Heute gibt es in Grądy Węgorzewskie fast ausschließlich katholische Bewohner, die zur Pfarrei der Dreifaltigkeitskirche in Budry im Bistum Ełk (Lyck) der Römisch-katholischen Kirche in Polen gehören. Die evangelischen Kirchenglieder sind der Kirchengemeinde in Węgorzewo (Angerburg) zugeordnet, einer Filialgemeinde der Pfarrei in Giżycko (Lötzen) in der Diözese Masuren der Evangelisch-Augsburgischen Kirche in Polen.

## Verkehr
Grądy Węgorzewskie liegt verkehrsgünstig an der polnischen Woiwodschaftsstraße DW 650 (frühere deutsche Reichsstraße 136), die die Kreisstädte Węgorzewo und Gołdap (Goldap) miteinander verbindet und auch den Powiat Kętrzyński (Kreis Rastenburg) berührt. Eine Bahnanbindung besteht nicht mehr, seit die Bahnstrecke Angerburg–Goldap seit dem Zweiten Weltkrieg nicht mehr betrieben wird.